# Обиньи-ан-Плен
Обиньи́-ан-Плен (фр. Aubigny-en-Plaine) — коммуна во Франции, находится в регионе Бургундия. Департамент коммуны — Кот-д’Ор. Входит в состав кантона Сен-Жан-де-Лон. Округ коммуны — Бон.
Код INSEE коммуны — 21031.

## Население
Население коммуны на 2010 год составляло 366 человек.
| 1962 | 1968 | 1975 | 1982 | 1990 | 1999 | 2010 |
| ---- | ---- | ---- | ---- | ---- | ---- | ---- |
| 237  | 196  | 207  | 265  | 296  | 319  | 366  |

## Экономика
В 2010 году среди 263 человек трудоспособного возраста (15—64 лет) 214 были экономически активными, 49 — неактивными (показатель активности — 81,4 %, в 1999 году было 74,9 %). Из 214 активных жителей работали 200 человек (110 мужчин и 90 женщин), безработных было 14 (5 мужчин и 9 женщин). Среди 49 неактивных 14 человек были учениками или студентами, 18 — пенсионерами, 17 были неактивными по другим причинам.